# 역동재
역동재(嶧洞齋)는 경상북도 안동시 풍산읍 소산리에 있다. 2009년 1월 21일 안동시의 문화유산 제7호로 지정되었다.

## 지정 사유
역동재(嶧洞齋)는 안동시 풍산읍 소산1리 202번지에 위치한 안동김씨문중 소유로 1734년경에 건립되었다.
개화기 이후 안동김씨문중에서 사설 신교육기관인 역동 의숙으로 사용한 건물로 강당이라고 불리기도 했으며 역동재를 짓기 전에는 청원루에서 신교육을 받았다.
역골의 산자락 끝에 배산하여 남동향으로 앉아 있는 역동재는 산자락을 방형으로 정지하여 그 중앙에 一자형 건물을 놓고 주위에는 기와지붕 판축 담장을 둘렀으며 정면 담장 가운데에 출입문인 사주문이 나있다.
지금의 건물은 건립 당시의 모습으로 보기 어려운 후대의 큰 특징 없는 구조양식을 보여주고 있으나 소산 마을의 역사 문화적 가치를 지니고 있다.